# Vadim Jean
Vadim Jean, né le 9 décembre 1963 à Bristol, est un réalisateur, producteur et producteur exécutif anglais. 

## Filmographie
- 1993 : Leon the Pig Farmer & Gary Sinyor avec Mark Frankel et Janet Suzman
- 1993 : Beyond Bedlam avec Elizabeth Hurley et Craig Fairbrass
- 1998 : The Real Howard Spitz
- 1999 : Just Desserts (TV) (court métrage)
- 1999 : One More Kiss avec Gerard Butler
- 2004 : Working the Thames
- 2004 : Jiminy Glick in Lalawood avec Martin Short, Linda Cardellini
- 2006 : Terry Pratchett's Hogfather (Les Contes du Disque-monde) avec David Jason, Marc Warren et Michelle Dockery
- 2008 : The Colour of Magic (TV) avec Jeremy Irons, David Jason et Sean Astin
- 2009 : Going Postal (TV)
- 2012 : Guitars Stories, Mark Knopfler (TV) avec Mark Knopfler et John Illsley

### Production
- 1993 : Leon the Pig Farmer
- 1999 : One More Kiss
- 2003 : The Virgin of Liverpool
- 2006 : Scenes of a Sexual Nature)
- 2006 : Internal
- 2006 : The Whole Hog: Making Terry Pratchett's 'Hogfather' (2006) (TV)